# جيل فيلدمان
جيل فيلدمان (بالإنجليزية: Jill Feldman)‏ هي مغنية أمريكية، ولدت في مايو 1952 في الولايات المتحدة.

## وصلات خارجية
- الموقع الرسمي
- جيل فيلدمان على موقع ميوزك برينز (الإنجليزية)
- جيل فيلدمان على موقع أول ميوزيك (الإنجليزية)
- جيل فيلدمان على موقع ديسكوغز (الإنجليزية)